# Воронежская АСТ
Воро́нежская атомная станция теплоснабжения (Воронежская АСТ, ВАСТ) — атомная станция теплоснабжения в составе двух энергоблоков мощностью по 500 МВт. Предназначалась для круглогодичной работы в базовом режиме в системе централизованного теплоснабжения города Воронеж с целью покрытия существующего в городе дефицита тепла.
Строительство станции велось с 1983 по 1990 год, с 1990 года стройка заморожена. В 2020—2022 годах произведён демонтаж строений.

## Общее описание
Воронежская атомная станция теплоснабжения была спроектирована с целью обеспечить Воронеж горячей водой для отопления и водоснабжения. По проекту она должна была обеспечить 80 % потребности города в горячей воде при условии постройки четырёх реакторов.
Законсервированной стройплощадкой управляет компания «Дирекция строящейся ВАСТ» (филиал Росатома) с 28 сотрудниками, после разборки зданий этот филиал будет ликвидирован.

## История строительства

Территория ВАСТ до её демонтажа

Технико-экономическое обоснование строительства Воронежской АСТ было разработано в 1978 году. Научным руководителем был определен ИАЭ им. Курчатова, главным конструктором реакторной установки — ОКБМ. Проект станции, в составе двух энергоблоков с реакторами типа АСТ-500 мощностью 430 Гкал/ч, был разработан Горьковским отделением института «Теплоэлектропроект» (ГоТЭП) (в настоящее время инжиниринговая компания «АСЭ») в марте 1980 года.
Для строительства станции была выбрана площадка, находившаяся в 6,5 километрах южнее города Воронежа на правом берегу Воронежского водохранилища, на месте села Шилово, которое для строительства ВАСТ было упразднено в 1976 году и расселено. Впоследствии название "Шилово" получил новый, основанный в 1983 году, посёлок. Он предназначался для строителей и работников ВАСТ и находился на расстоянии около четырёх километров от бывшего одноимённого села. 
После проведения ряда экспертиз проект был утверждён в начале в 1983 года. В том же году, после утверждения проекта, согласно распоряжению Совета Министров СССР от 4 февраля 1983 года № 199-р и приказу Минэнерго СССР от 3 марта 1983 года, было начато строительство станции.
На начальном этапе вопросы строительства ВАСТ решались дирекцией Нововоронежской АЭС (НВАЭС), позже были созданы дирекция строящейся Воронежской АСТ и строительное управление, которые возглавили специалисты направленные с Нововоронежской АЭС. Строительство основных объектов ВАСТ курировалось Управлением строительства НВАЭС, специалисты которого имели большой опыт строительства объектов Нововоронежской и других атомных станций.
В первые годы реальные темпы строительства станции были низкими и отставали от планируемых. В первую очередь сказывалась недостаточность финансирования и не полная укомплектованность строительства специалистами.
В 1986 году из-за аварии на Чернобыльской АЭС срок окончания строительства и ввод в эксплуатацию станции были сдвинуты на 1990 год. Строительство станции продолжалось; в августе 1988 года распоряжением Совета Министров СССР были назначены сроки введения объектов Воронежской АСТ в эксплуатацию: энергоблок № 1 — 1990 год, энергоблок № 2 — 1992 год.
Однако, после аварии на Чернобыльской АЭС в обществе стало резко проявляться негативное отношение к строительству новых атомных станции и атомной энергетике в целом; в Воронеже возникли экологические организации, выступавшие против строительства станции.
В 1988 году по инициативе профессорско-преподавательского состава ВГУ властями города Воронежа была организована общественная экспертиза проекта станции и обсуждение проблем теплоснабжения города. Была организована рабочая группа из ученых ВУЗов и специалистов различных ведомств города, которой был проведён ряд экспертиз проекта станции и была дана общая положительная оценка возможности строительства станции. В 1989 году специалистами Минатомэнерго СССР, Госпроатомнадзора и Курчатовского института в Воронеже была проведена общественная конференция по вопросу строительства Воронежской АСТ.
Противники строительства ВАСТ инициировали обсуждение стройки в СМИ, в том числе на телевидении. В обсуждениях противники аргументировали свою позицию изменениями построенного объекта с первоначальным проектом и упирали на недопустимость повторения чернобыльской аварии. Сторонники объясняли, что ВАСТ — станция с реакторами нового типа ВВЭР, конструкция которых имеет систему внутренней безопасности, благодаря которой реактор при увеличении мощности самостоятельно остановится (в чернобыльской аварии был чрезмерный разгон реактора). Среди аргументов против строительства были и страхи о возможности подрыва террористами трубопровода горячей воды между станцией и городом.
После общественных обсуждений 18 мая 1990 года в Воронеже был проведён референдум, на котором 96 % голосов были поданы против строительства ВАСТ.
Решением Воронежского городского совета народных депутатов от 5 июня 1990 года строительство объекта остановлено. Станция была переведена в режим консервации. На момент остановки строительства строительно-монтажные работы на энергоблоке № 1 были выполнены на 75—80 %, велись работы по монтажу оборудования реакторной установки.
На момент остановки строительства станция была готова на 65 %.
Практическое финансирование затрат по консервации объектов незавершённого строительства и оборудования, хранящегося на складах и в зоне монтажа, велось с 1991 года в минимальных объёмах концерном «Росэнергоатом». Курирование вопросов консервации объектов Воронежской АСТ осуществлялось департаментам капитального строительства концерна «Росэнергоатом».
Энтузиасты разрабатывали проекты по использованию недостроенного здания, например, в 2013 году было предложение создать там музей. Когда в Воронеже стало известно о планах Росатома демонтировать здание ВАСТ, в областном правительстве был разработан проект создания многофункционального культурного центра из этого здания и прилегающей территории, однако после обследования состояния строений было принято решение отказаться от этой идеи из-за их сильного износа.
К началу 2010-х годов концерном «Росэнергоатом» было принято окончательное решение о закрытии проекта АСТ-500. По состоянию к 1 августа 2012 года 70 % объектов недостроенной Воронежской АСТ было продано.
В 2016 году «Росэнергоатом» принял окончательное решение о прекращении строительства объекта. К этому времени оборудование общепромышленного назначения было продано, и в помещениях станции оставалось только специально разработанное для неё. Хотя стоимость специализированного оборудования существенно выше общепромышленного, использовать в другом месте его невозможно. Все предложения о продолжении строительства или частичного перепрофилирования станции встречали отказ властей.
В октябре 2019 года концерном «Росэнергоатом» был опубликовал тендер на снос главного корпуса недостроенной ВАСТ, который выиграла нижегородская компания «Волгаспецстрой», попросившая вдвое меньшую сумму, чем была объявлена заказчиком; снос двух зданий обойдётся Росатому в 762,1 млн рублей и завершится в конце 2021 года.
29 мая 2020 года начался демонтаж основного здания ВАСТ. Демонтаж купола методом подрыва прошел в конце сентября.
Полностью снести строения планировалось до конца 2021 года. После сноса останется мощный фундамент, который власти Воронежской области планируют использовать в будущем для нового строительства. Снос был завершён 25 мая 2022 года.

## Энергоблоки
| Энергоблок | Тип реакторов | Мощность | Мощность | Начало строительства | Подключение к сети                   | Ввод в эксплуатацию                  | Закрытие                             |
| Энергоблок | Тип реакторов | Чистый   | Брутто   | Начало строительства | Подключение к сети                   | Ввод в эксплуатацию                  | Закрытие                             |
| ---------- | ------------- | -------- | -------- | -------------------- | ------------------------------------ | ------------------------------------ | ------------------------------------ |
| Воронеж-1  | АСТ-500       | 0 МВт    | 500 МВт  | 01.09.1983           | Строительство остановлено 05.07.1990 | Строительство остановлено 05.07.1990 | Строительство остановлено 05.07.1990 |
| Воронеж-2  | АСТ-500       | 0 МВт    | 500 МВт  | 01.05.1985           | Строительство остановлено 05.07.1990 | Строительство остановлено 05.07.1990 | Строительство остановлено 05.07.1990 |